# Graviditetspenning

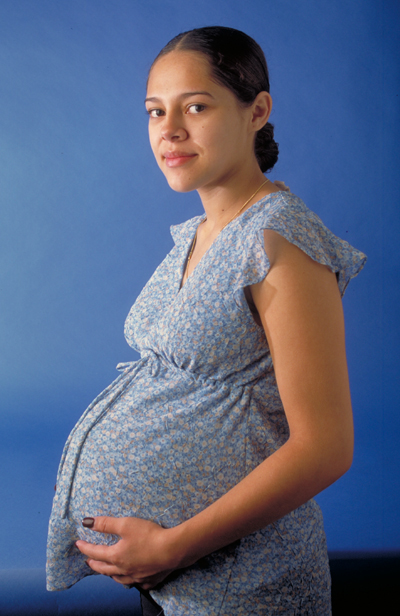
En gravid kvinna kan få graviditetspenning om hon på grund av graviditeten inte kan utföra sitt arbete.

Graviditetspenning, tidigare kallat Havandeskapspenning är ett penningbidrag som i Sverige betalas ut till den som på grund av graviditet inte kan utföra sitt arbete.
Den som har ett fysiskt ansträngande arbete, och då arbetsgivaren inte kan erbjuda lättare arbetsuppgifter, kan hos Försäkringskassan ansöka om graviditetspenning tidigast från 60:e dagen före och till och med 11:e dagen före beräknad förlossning. Man kan ansöka om hel, tre fjärdedels, halv eller en fjärdedels graviditetspenning beroende på hur mycket man klarar av att arbeta. En gravid kvinna kan också ha rätt till havandeskapspenning om det föreligger risker i arbetsmiljön, till exempel om man arbetar med vissa kemikalier, i så fall kan man erhålla graviditetspenning från den dag förbudet att arbeta gäller.
Graviditetspenning utbetalas endast i fall där arbetsgivaren, med en månads förvarning, misslyckats att omplacera den gravida till lättare eller mindre riskfyllda arbetsuppgifter. 
De sista 10 dagarna före beräknad förlossning kan man inte få ut graviditetspenning, men man kan då istället få ut föräldrapenning.